# Mabel (cantora)
Mabel Alabama Pearl McVey (Málaga, 19 de fevereiro de 1996), é uma cantora e compositora britânica-sueca. Como reconhecimento, foi nomeada ao Brit Awards de 2019 na categoria de Artista Feminina Solo Britânica. Em 2020, ela foi eleita novamente a melhor Artista Solo Britânica.

## Biografia
Mabel nasceu e viveu por alguns anos em Espanha, onde seus pais, os famosos músicos internacionais Neneh Cherry (cantora e rapper sueca) e os britânicos  estavam na época. Cameron McVey (prestigiado produtor musical). Ela também é sobrinha dos cantores e compositores  Titiyo Felicia Jah e Eagle-Eye Cherry, bem como a neta do famoso músico Don Cherry. Obviamente, seu contato com a música desde a infância a influenciou e a fez sempre querer se dedicar a essa faceta artística.
Depois de alguns anos residindo na Espanha, sua família mudou-se para Estocolmo, onde estudou produção de piano e música. Terminou os estudos, mudou-se para Londres.
Em setembro de 2015, ele publicou seu primeiro single ("Know Me Better") na plataforma SoundCloud.
Seu primeiro sucesso foi alcançado em março de 2017 com seu single  Finders Keepers , que ele publicou junto com o rapper Kojo Funds e alcançou o top 10 da música britânica alcançando um platina. Em maio do mesmo ano, ele publicou seu primeiro EP, intitulado "Bedroom", e em outubro a mixtape ""Ivy to Roses"".
No início de 2018, ele alcançou um novo sucesso com o single "Fine Line", uma música gravada com o rapper Not3s, com quem Mabel já havia trabalhado e para a qual ele já havia escrito seu hit "My Lover"
Em 2 de agosto de 2019, Mabel lançou seu álbum de estréia, High Expectations , do qual foram lançados três singles: "Don't Call Me Up", "Mad Love" e" Bad Behavior".

## Vida pessoal
Mabel vem de uma família de conhecidos músicos internacionais. Ela é filha de Neneh Cherry (famosa cantora e rapper sueca) e Cameron McVey (produtor musical britânico), sobrinha de cantores e compositores Eagle-Eye Cherry e Titiyo, neta de conhecido trompetista de jazz Don Cherry e meia-irmã de  Marlon Roudette, membro da banda britânica Mattafix.

## Álbuns de Estúdio
| Álbum             | Detalhes do Álbum                                                                       | Melhores posições | Melhores posições | Melhores posições | Melhores posições | Melhores posições | Melhores posições | Melhores posições | Melhores posições | Melhores posições | Vendas      | Certificações |
| Álbum             | Detalhes do Álbum                                                                       | UK                | AUS               | ALE               | IRE               | HOL               | SUÍ               | FRA               | CAN               | EUA               | Vendas      | Certificações |
| ----------------- | --------------------------------------------------------------------------------------- | ----------------- | ----------------- | ----------------- | ----------------- | ----------------- | ----------------- | ----------------- | ----------------- | ----------------- | ----------- | ------------- |
| High Expectations | - Lançamento: 2 de Agosto de 2019 - Formatos: CD, Download digital - Gravadora: Polydor | 3                 | 70                | 58                | 5                 | 41                | 29                | 80                | 47                | 198               | - : 200.000 | - BPI: Ouro   |

## Mixtapes
| Álbum        | Detalhes do Álbum                                                                                 | Melhores posições | Melhores posições | Melhores posições | Melhores posições | Melhores posições | Vendas      | Certificações |
| Álbum        | Detalhes do Álbum                                                                                 | UK                | CAN               | DIN               | FRA               | IRE               | Vendas      | Certificações |
| ------------ | ------------------------------------------------------------------------------------------------- | ----------------- | ----------------- | ----------------- | ----------------- | ----------------- | ----------- | ------------- |
| Ivy to Roses | - Lançamento: 13 de outubro de 2017 - Relançamento: 18 de janeiro de 2019 - Gravadora(s): Polydor | 28                | 95                | 32                | 128               | 58                | - : 100.000 | - BPI: Ouro   |

## Extended plays(EPs)
| Álbum        | Detalhes                                                                           |
| ------------ | ---------------------------------------------------------------------------------- |
| Bedroom – EP | - Lançamento: 26 de maio de 2017 - Formatos: Download digital - Gravadora: Polydor |

## Singles
| Ano  | Single                                      | Paradas musicais | Paradas musicais | Paradas musicais | Paradas musicais | Paradas musicais | Paradas musicais | Paradas musicais | Paradas musicais | Paradas musicais | Paradas musicais | Certificação                                                              | Álbum             |
| Ano  | Single                                      | UK               | AUS              | BEL FL           | ALE              | IRE              | HOL              | ESC              | SUE              | SUI              | EUA              | Certificação                                                              | Álbum             |
| ---- | ------------------------------------------- | ---------------- | ---------------- | ---------------- | ---------------- | ---------------- | ---------------- | ---------------- | ---------------- | ---------------- | ---------------- | ------------------------------------------------------------------------- | ----------------- |
| 2015 | "Know Me Better"                            | —                | —                | —                | —                | —                | —                | —                | —                | —                | —                |                                                                           | Non-album singles |
| 2015 | "My Boy My Town"                            | —                | —                | 145              | —                | —                | —                | —                | —                | —                | —                |                                                                           | Non-album singles |
| 2016 | "Thinking of You"                           | —                | —                | —                | —                | —                | —                | —                | —                | —                | —                |                                                                           | Non-album singles |
| 2017 | "Finders Keepers" (ft. Kojo Funds)          | 8                | —                | —                | —                | 45               | —                | 29               | —                | —                | —                | - BPI: Platina                                                            | High Expectations |
| 2017 | "Bedroom"                                   | —                | —                | —                | —                | —                | —                | —                | —                | —                | —                |                                                                           | Bedroom           |
| 2017 | "Begging"                                   | —                | —                | —                | —                | —                | —                | —                | —                | —                | —                |                                                                           | Ivy to Roses      |
| 2017 | "My Lover" (ft. Not3s)                      | 14               | —                | —                | —                | 47               | —                | 46               | —                | —                | —                | - BPI: Platina                                                            | High Expectations |
| 2018 | "Fine Line" (ft. Not3s)                     | 11               | —                | —                | —                | 38               | —                | 19               | —                | —                | —                | - BPI: Platina                                                            | High Expectations |
| 2018 | "Cigarette" (ft. Raye e Stefflon Don)       | 41               | —                | —                | —                | 74               | —                | —                | —                | —                | —                | - BPI: Prata                                                              | High Expectations |
| 2018 | "Ring Ring" (ft. Jax Jones e Rich the Kid)  | 12               | —                | —                | —                | 15               | —                | 9                | —                | —                | —                | - BPI: Ouro                                                               | High Expectations |
| 2018 | "One Shot"                                  | 44               | —                | —                | —                | 64               | —                | —                | —                | —                | —                | - BPI: Prata                                                              | Ivy to Roses      |
| 2019 | "Don't Call Me Up"                          | 3                | 16               | 2                | 10               | 3                | 2                | 9                | 10               | 9                | 66               | - BPI: Platina - ARIA: Platina - MC: 2× Platina - RMNZ: Ouro - RIAA: Ouro | High Expectations |
| 2019 | "Mad Love"                                  | 8                | 67               | 50               | 54               | 6                | 33               | 11               | 75               | 46               | —                | - BPI: Ouro                                                               | High Expectations |
| 2019 | "God Is a Dancer" (com Tiësto)              | 15               | —                | 48               | 95               | 25               | 37               | 9                | 56               | —                | —                | - BPI: Prata                                                              | High Expectations |
| 2019 | "Loneliest Time of Year"                    | —                | —                | —                | —                | —                | —                | 57               | 78               | —                | —                |                                                                           | —                 |
| 2020 | "Boyfriend"                                 | 10               | —                | —                | —                | 9                | —                | 11               | —                | —                | —                | - BPI: Ouro                                                               | High Expectations |
| 2020 | "West Ten" (com AJ Tracey)                  | 5                | —                | —                | —                | 16               | —                | 21               | —                | —                | —                | - BPI: Prata                                                              | High Expectations |
| 2020 | "Tick Tock" (com Clean Bandit ft. 24kGoldn) | 12               | 77               | 3                | 72               | 15               | 53               | 4                | 94               | 42               | —                |                                                                           | High Expectations |